# ASN Nigelec
Die Association Sportive Nationale de la Nigelec Niamey, kurz ASN Nigelec genannt, ist ein nigrischer Fußballklub mit Sitz in der Hauptstadt des Niamey.

## Geschichte
Der Verein wurde 2005 gegründet. Die Société Nigérienne de l’Electricité (NIGELEC) ist der staatliche Stromversorger Nigers. Die ASN Nigelec gehört seit knapp 20 Jahren zu den stärkeren Vereine in der Ligue 1. Doch bisher gelang es ihr nur 2013 den nationalen Niger Cup zu gewinnen. Die damit verbundene Teilnahme am CAF Confederation Cup 2014 endete bereits in der Qualifikations-Runde gegen den algerischen Verein CS Constantine (2:0 – 1:4). In der Saison 2020/21 wurde mit der Vizemeisterschaft der größte nationale Erfolg erreicht.

## Erfolge
- Nigrischer Pokalsieger: 2013

## Stadion

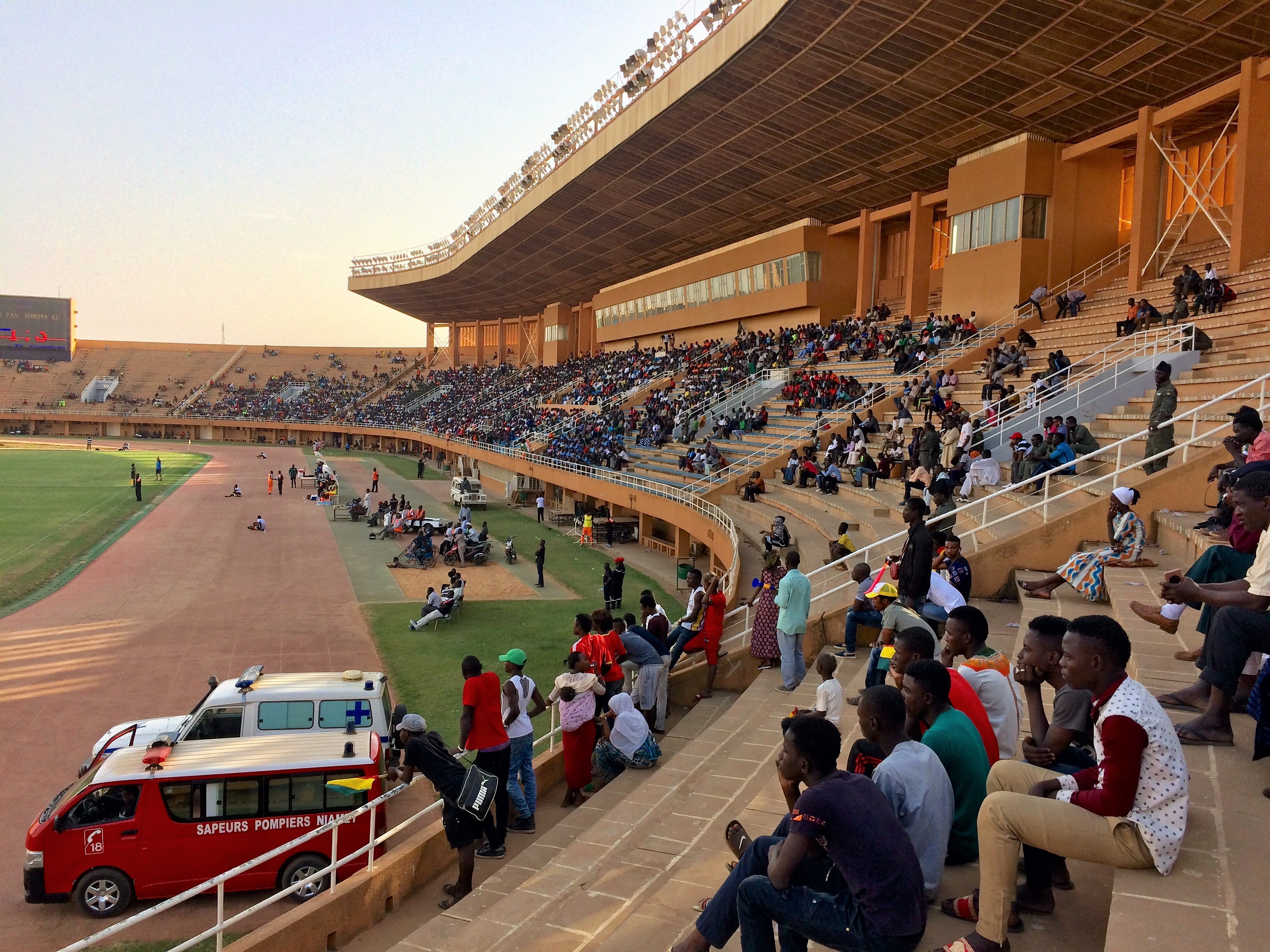
General-Seyni-Kountché-Stadion

Der Verein trägt seine Heimspiele im General-Seyni-Kountché-Stadion in Niamey aus. Das Stadion hat ein Fassungsvermögen von 35.000 Personen.

## Statistik in den CAF-Wettbewerben
| Jahr | Wettbewerb            | Runde    |
| ---- | --------------------- | -------- |
| 2014 | CAF Confederation Cup | Vorrunde |